# Тяжёлый случай (фильм, 2013)
«Тяжёлый случай» — российский фильм 2013 года режиссёра Константина Мурзенко.
Участник XXI Выборгского фестиваля «Окно в Европу».

## Сюжет
Герой картины — милиционер, потерявший память и решивший, что раньше он был киллером. Человеком он оказался добросовестным, поэтому взялся за выполнение заказа на убийство с максимальной серьёзностью. По стечению обстоятельств он находит свою любовь.

## В ролях
| Актёр                 | Роль                                       |
| --------------------- | ------------------------------------------ |
| Михаил Брашинский     | Михаил Иосифович милиционер                |
| Екатерина Горина      | Оксана воспитательница детского сада       |
| Роман Агеев           | Алексей Петрович отец Оксаны               |
| Татьяна Колганова     | Лидия Львовна мать Оксаны                  |
| Игорь Романов         | Камазов директор рынка                     |
| Любовь Аркус          | жена Михаила Иосифовича                    |
| Лидия Маслова         | милиционер, сослуживица Михаила Иосифовича |
| Александр Строев      | хозяин клуба                               |
| Станислав Зельвенский | эксгибиционист                             |
| Константин Мурзенко   | сосед Михаила Иосифовича                   |
| Юрий Салтыков         | моряк                                      |
| Вячеслав Курицын      | милиционер                                 |
| Константин Агунович   | милиционер                                 |
| Игорь Вдовин          |                                            |
| Алексей Ингелевич     |                                            |

## Создание фильма
- Михаил Брашинский: «Сценарий писался в расчёте на меня. Мне выпал шанс сыграть главную роль в кино. Причём, рассчитывали не на схожесть, а как раз на комическое несоответствие моего образа и образа этого положительного милиционера»[1].
- Екатерина Горина: «Костя Мурзенко долго искал актрису, ему никто не нравился. Тогда сценарист Стас Зельвенский сказал: «Знаешь Катю? Звони ей!». И Костя звонит и говорит: «Приходите. Вряд ли что-то получится, но хотя бы с хорошими людьми познакомитесь». Мне понравился сценарий, хотя я сразу предсказала, что кино будет грустное. Это не Новогодняя комедия. Это печальное еврейское кино о невозможности любви»[2].
- В фильме снялись Екатерина Горина, Роман Агеев и Татьяна Колганова, в 2001 году они вместе снимались в фильме «Сёстры». 
 Также в качестве артистов выступили бывший кинообозреватель «Афиши» Михаил Брашинский, кинокритик Любовь Аркус, кинообозреватель газеты «Коммерсантъ» Лидия Маслова.